# A7VU
A7VU Sturmpanzerwagen является немецким танком Первой мировой войны, разработанным Йозефом Фолмером, инженером в транспортном отделе Главного управления немецкой армии.

## Разработка
Появление первых британских танков Mark I в сентябре 1916 года поначалу не произвело сильного впечатления на командование кайзеровской армии, считавшее, что первоначальный эффект от их неожиданного использования быстро пройдёт. С ними были категорически не согласны «окопные» офицеры, своими глазами видевшие, сколько разрушений может причинить всего один «ромб», прорвавшийся к немецким траншеям. Осознание явного отставания от противника в техническом плане пришло в головы генералов очень поздно. Лишь после испытаний захваченных в апреле 1917 года танков Mk.IV стратеги из Генерального Штаба сделали заключение, что немецкая армия остро нуждается в боевой гусеничной машине повышенной проходимости.
Летом 1917 года уже проходил ходовые испытания прототип танка A7V, а в производстве находилось несколько «универсальных» шасси, по мнению немецких генералов одинаково пригодных как для танков, так и для тракторов. Проект, разработанный в июне 1917 года, представлял собой аналог «ромбов», но адаптированный под немецкую специфику. В результате на свет появилась боевая машина под обозначением A7VU (иногда встречается варианты A7V-U Sturmpanzerwagen), сочетавшая в себе наработки по немецким и британским танкам. Испытания первого прототипа планировали провести уже 1 сентября 1917 года, но в силу различных причин появление танка состоялось на 9 месяцев позже намеченного срока.
За основу при проектировании было выбрано шасси танка A7V с заводским номером 524. Доработок пришлось провести достаточно много. Прежде всего, ходовая часть приобрела ромбовидную форму. Направляющие колеса и механизм натяжения гусениц теперь размещались над корпусом и были вынесены далеко вперёд. Длина опорной поверхности уменьшилась, а общее количество опорных катков увеличилось с 15 до 24. Катки были сгруппированы по 4 штуки в три тележки по каждому борту, которые, в свою очередь, оснащались амортизацией на вертикальных пружинных рессорах. Ведущие колеса зубового зацепления располагались сзади и были слегка приподняты над землёй. Верхние ролики отсутствовали, а гусеничную ветвь поддерживали рельсовые направляющие. Использовалось только по два «натяжных» колеса с каждого борта, жёстко закреплённых сверху-сзади в месте излома гусеницы. Гусеничная цепь по конструкции осталась практически аналогичной танку A7V: ширина металлического трака — 500 мм, шаг — 254 мм, количество траков составляло 48 штук.
Корпус танка клёпаной конструкции, спроектированный заново, в общих чертах повторял британский «ромб», хотя выглядел ещё более угловато. Передняя часть клиновидной формы получила два горизонтальных броневых листа толщиной 20 мм установленных под значительным наклоном. Верхний бронелист, установленный под углом 50°, имел два выреза под смотровые люки, закрываемые двумя горизонтальными створками. Люки предназначались для механика-водителя, место которого вместе с органами управления размещалось с левой стороны, и командира танка. Дополнительно по бортам корпуса сделали ещё по одному люку и пулеметной амбразуре, так что обзорность у танка A7VU была явно лучше, чем у Mk.IV. В левом борту находилась единственная дверь для посадки и высадки экипажа.
Средняя часть корпуса была занята боевым отделением и силовой установкой. На крыше устанавливалась высокая рубка в форме вытянутой в ширину усечённой пирамиды. В её лобовом и кормовом листах было сделано по два небольших люка, которые можно было использовать как для наблюдения, так и для стрельбы из пулемётов или личного оружия. Далее, почти по центру корпуса, параллельно устанавливалось два двигателя Daimler мощностью 100 л. с. каждый и жидкостная система охлаждения. Топливные баки разместили в пространстве между днищем и полом боевого отделения. Выхлопные трубы с глушителями вывели на крышу корпуса. Учитывая полное отсутствие у союзников противотанковых мин, такой технический ход выглядел вполне уместным. По бокам от двигателей расположили массивные спонсоны. Это решение выглядит сейчас не слишком удачным, однако британские «ромбы» имели тот же недостаток, и конструкторы по этому поводу особо не тревожились.
Выбор вооружения, в отличие от истории танка A7V, оказался быстрым. Для A7VU была разработана тумбовая установка, на которой монтировалась 57-мм капонирная пушка Maxim-Nordenfeldt. Несколько десятков таких орудий вместе с боеприпасами немцы захватили ещё в октябре 1914 года в крепости Антверпен, и теперь им нашлось применение. При углах наведения в горизонтальной плоскости 110° тумбовая установка оказалась более удобной в обслуживании. Орудия размещались в передней части спонсонов. Позади них, в боковых стенках, имелись амбразуры для двух 7,92-мм пулемётов Schwarzloze MG 08/15. Ещё один-два пулемёта этого же типа перевозились в укладке, а стрельба из них могла вестись через люки в надстройке корпуса. Полный экипаж танка составил 7 человек: водитель, командир, четыре артиллериста и механик.
Сравнительно с A7V его «ромбовидный» собрат смотрелся менее массивно, но обладал ещё большим количеством недостатков.

## Прототип и испытания
Испытания первого и единственного прототипа A7VU, пока без спонсонов и вооружения, начались 25 июня 1918 года, когда положение на Западном фронте переменилось для Германии не в лучшую сторону. Первые результаты произвели противоречивое впечатление. На твёрдом грунте удалось разогнать танк до 16 км/ч, однако полное перепроектирование корпуса и уменьшение опорной поверхности гусениц привело к утяжелению почти на 10 тонн — в полностью оснащённом состоянии его полная масса составила 38900 кг. Как следствие, увеличилась нагрузка на грунт, а сопротивление движению стало на 40 % больше, чем у A7V, и без того не отличавшегося хорошими ходовыми качествами. В то же время, скорость передвижения по местности составила порядка 4—5 км/ч, что было на уровне британских танков того периода. Кроме того, A7VU мог преодолевать рвы шириной до 3,7 метров и вертикальные стенки высотой около 1 метра. Из преимуществ также отметили лучшую, чем у «ромбов», обзорность у водителя и командира, а также более выгодные углы наведения орудий, даже несмотря на значительное смещение спонсонов к корме.
Оценив потенциальные боевые качества A7VU, военная комиссия пришла к выводу, что в предложенном виде танк не удовлетворяет предъявленным требованиям. Испытания, продолжавшиеся три месяца, были завершены 12 сентября 1918 года, после того как Ставка издала распоряжение о прекращении всех работ над A7VU. В результате прототип танка был разобран. Судьба модернизированного шасси № 524 остаётся невыясненной. Не исключено, что оно также было разобрано ещё до перемирия.

## Модификации
Сохранились чертежи проектов других вариантов A7VU, но «в железе» такие танки не строились:
- A7VU-2 — модификация A7VU с дополнительными пулемётными установками в корме корпуса и в кормовых дверях спонсонов;
- A7VU-3 — без выступающей рубки и с уменьшенными спонсонами, в которых ставились только пулемёты, орудийная установка размещалась в корпусе, справа от места водителя;
- A7VU-4 — A7VU с уменьшенными пушечными спонсонами и рубкой (в рубке было только 4 амбразуры под пулемёты).

## Оценка машины
По сравнению с британскими тяжёлыми «ромбовидными» танками, A7VU имел ряд преимуществ: лучшую бронезащиту, упругую подвеску, лучший обзор и более удобные рабочие места для экипажа. Однако масса его оказалась слишком велика, а сопротивление движению на 40% выше, чем у A7V. Крупные низко посаженные спонсоны не способствовали проходимости — танк оказывался очень широким, при небольшом крене спонсон «цеплял» грунт. «Глядя на это громоздкое многотонное сооружение, — вспоминал о танке А. Хорьх, — я горько сожалел, что все работы по его созданию велись в такой спешке».